# 跨空服務航空671號班機事故
跨空服務航空671號班機是一班從盧森堡市飛往卡諾的貨運航班。在1992年3月31日，在法國上空飛行時，飛機右翼的2個引擎在飛行中脫落。儘管飛機嚴重受損，但飛行員卻能在伊斯特-勒圖貝空軍基地跑道上緊急降落。貨機上的5名機組人員全部生還。

## 飛機和機組人員

### 飛機
涉事飛機是一架機齡28年的波音707-321C四引擎噴射機，序列號為18718。它於1964年4月製造，並於月底首次交付給泛美航空公司。它在17,907次飛行中累計飛行60,985小時。它由四台普惠JT3D-3B發動機提供動力。在其歷史上，飛機的所有者和註冊已多次更改；事故發生時，它註冊為5N-MAS，為尼日利亞運營商跨空服務航空運營。

### 機組人員
機長是57歲的瑞典國民Ingemar Berglund，他總共有大約26,000小時的飛行時數，其中包括波音707的7,100小時；副機長是44歲的英國國民 Martin Emery，他有大約14,000小時的飛行時數，其中包括 4,500小時的波音707；飛行工程師是55歲的英國國民Terry Boone，他有大約18,000飛行時數，且全部是在波音707上完成。飛機上還有一名機械師和一名貨運主管。機械師是36歲的尼日利亞國民Ike Nwabudike，貨運主管是27歲的冰島國民Ingebar Einarssen。

## 飛行經過
跨空服務航空671號班機於1992年3月31日07:14（UTC）從盧森堡機場起飛飛往奈及利亞卡諾的馬拉姆阿米努卡諾國際機場，它載有38噸開採石油的設備貨物。由於阿爾卑斯山附近天氣狀況不佳，機組成員請求爬升到33,000英尺（10,058米），並且得到了允許，大約在08:11，當飛機爬升到32,000英尺（9,800 米）時，機組成員遇到了嚴重的顛簸並聽到一聲響亮的“砰”聲，飛機隨後開始向右滾動。機長隨後解除了自動駕駛並使方向舵重新控制飛機。隨後，副機長觀察到4號發動機已從機翼上脫落並發出求救信號，因為阿爾卑斯山區雲層較厚，所以需要空管指引，但由於引擎脫落導致應答機故障，空管看不到飛機所在的位置，隨後，飛行工程師注意到應答機為4號引擎供電並把它改為了1號引擎供電，問題得到了解決；副機長之後也注意到了3號發動機也從機翼上脫落。機長隨後開始向馬賽下降，而飛行工程師開始傾倒燃料以準備緊急著陸，但在放油的過程中，機長發覺飛機越來越難操作，飛行工程師發現1號引擎並沒有如期放油，經過仔細觀察，發現是因為斷路器斷開才造成的結果，在飛行工程師按下了斷路器後，放油過程恢復了正常。
在下降過程中，機組成員注意到前方有一個機場。這是位於法國伊斯特爾的伊斯特-勒圖貝空軍基地。機組隨後決定在該機場的15號跑道著陸；這需要在著陸前進行左手轉彎。考慮到飛機飛行控制系統的損壞，這次左轉對機長來說極具挑戰性。駕駛艙的錄音機顯示，副機長重複了六次“左轉”。降落前不久，空中交通管制員觀察到飛機著火。
飛機於08:35緊急降落，在著陸滑跑過程中，飛機從跑道左側跑出。飛機停下後，機組發現飛機右翼起火。飛機上的五名機組成員全部倖免於難。

## 調查
本次事故由法國航空事故調查處（BEA）負責調查，調查人員發現，金屬疲勞導致3號引擎（右側內側發動機）固定在機翼上的掛架出現裂紋，削弱了掛架，使其在事故飛行中斷裂，導致3號引擎分離。分離的3號引擎隨後撞擊了4號引擎，導致其分離。此外，一項要求對塔架進行定期檢查的適航指令被發現在檢測此類疲勞裂紋方面沒有效果；也指出，本次事故的起火原因是因為，在3號引擎脫落的時候，造成漏油，同時，電線也被拉斷，在放下襟翼的時候，發生摩擦，引發了火災。

## 影視作品

### 空難紀錄片
- 空中浩劫22: 跨空服務航空671號班機

## 外部鏈接
- Final report concerning the accident occurred on 31 March, 1992, to the BOEING 707 registered 5N-MAS (Nigeria) - Trans-Air Limited Company. （页面存档备份，存于） - 事故最終調查報告（英文）